# 瀬戸市立幡山中学校
瀬戸市立幡山中学校（せとしりつ はたやまちゅうがっこう）は、愛知県瀬戸市幡中町にある公立中学校。

## 概要
- 赤重町、東赤重町1・2丁目、緑町1・2丁目、白山町1・2丁目、高根町1-3丁目、西原町1・2丁目、東本地町1-3丁目、駒前町、西本地町1・2丁目、小坂町、坂上町、坊金町、井戸金町、山の田町、菱野町、福元町、瀬戸口町、幡山町、東菱野町、西米泉町、東米泉町、幡西町、西脇町、羽根町、新田町、弁天町、南菱野町、幡中町、台六町、南ケ丘町、今林町、石田町、大坂町、池田町、矢形町、柳ケ坪町、宝ケ丘町、八幡町、せいれい町、若宮町1-3丁目、海上町、屋戸町、広久手町、山口町、田中町、南山口町、掛下町1・2丁目、上之山町1-3丁目、宮地町、吉野町、大坪町が校区であり[1]、瀬戸市立幡山東小学校校区と瀬戸市立幡山西小学校校区、瀬戸市立原山小学校校区の一部に該当する[2]。
- 旧・愛知郡幡山村の中学校であった。

## 沿革
- 1947年（昭和22年）4月1日 - 愛知郡幡山村に幡山村立幡山中学校として開校。校舎は無く、幡山西小学校と幡山東小学校の校舎の一部を使用し、本部は幡山西小学校に設置する。
- 1949年（昭和24年）7月 - 現在地に校舎が完成し、移転する。
- 1955年（昭和30年）2月11日 - 幡山村が瀬戸市に編入される。同時に瀬戸市立幡山中学校に改称する。
- 1964年（昭和39年） - プールが完成する。
- 1969年（昭和44年） - 新校舎（鉄筋コンクリート造）が完成する。
- 1973年（昭和48年） - 瀬戸市立光陵中学校を分離する。
- 1980年（昭和55年）3月 - 屋内運動場が完成する。
- 1985年（昭和60年）3月 - 柔剣道場が完成する。

## 交通アクセス
- 瀬戸市コミュニティバス本地線「新田町」バス停より徒歩約6分。　※　運行日注意
- 名鉄バス本地ヶ原線「西米泉町」バス停より徒歩約15分。
  - 名鉄バスセンターから基幹バス本地ヶ原線【35系統】「菱野団地」行。
- 愛知環状鉄道線瀬戸口駅下車、徒歩約20分。

## 周辺施設
- 愛知県立瀬戸つばき特別支援学校
- 愛知県立名古屋高等技術専門校窯業校
- 瀬戸市立幡山西小学校
- あいち産業科学技術総合センター産業技術センター瀬戸窯業試験場
- 愛知県赤十字血液センター
- 瀬戸市消防署南分署
- 名糖産業瀬戸工場

## 著名な卒業生
- 伊藤保徳（政治家、第11代瀬戸市長、河村電器産業副社長）
- 瀬戸朝香（女優、井ノ原快彦（20th Century）夫人）